# Josef Peters
Josef Peters (16 de setembro de 1914 — 24 de abril de 2001) foi um automobilista alemão que participou do Grande Prêmio da Alemanha de 1952 de Fórmula 1.